# Rebelde (telenovela)
Rebelde (estilizado REBƎLDE) é uma telenovela mexicana produzida pela Televisa e exibida originalmente pelo Las Estrellas de 4 de outubro de 2004 a 2 de junho de 2006, sucedendo Corazones Al Límite e sendo sucedida por Código Postal.
Escrita por Pedro Damián, com a colaboração de Iván Cuevas, Pedro Armando Rodríguez e María Balmorí, é livremente inspirada na obra argentina Rebelde Way (2002-03) de Cris Morena. Contou com a direção de Juan Carlos Muñoz, Luis Pardo e Felipe Nájera.
Protagonizada por Anahí, Dulce María, Alfonso Herrera, Christopher Uckermann, Maite Perroni e Christian Chávez, além das participações estrelares de Ninel Conde, Juan Ferrara, Enrique Rocha, Leticia Perdigón, Tony Dalton, Diego González e Angelique Boyer. Rebelde é uma trama que narra o cotidiano de seis adolescentes que estudam num colégio em regime de semi-internato e enfrentam os "dramas" típicos do período, como a descoberta do primeiro amor, os conflitos de autoimagem, o desenvolvimento de distúrbios alimentares, o relacionamento conflituoso com os pais, o bullying e o alcoolismo. Em 2012, foi eleita pelo Portal Terra uma das cinquenta melhores novelas de todos os tempos.
Uma série sequencial, também intitulada Rebelde estreou em 5 de janeiro de 2022 na Netflix. Embora ambientada na mesma continuidade, esta série se concentra em um novo elenco de personagens de uma perspectiva diferente no mesmo cenário–comparada a de um universo compartilhado.

## Temporadas
| Temporadas | Temporadas | Capítulos | Exibição Original     | Exibição Original     |
| Temporadas | Temporadas | Capítulos | Estreia               | Final                 |
| ---------- | ---------- | --------- | --------------------- | --------------------- |
|            | 1          | 215       | 4 de outubro de 2004  | 29 de julho de 2005   |
|            | 2          | 120       | 1 de agosto de 2005   | 13 de janeiro de 2006 |
|            | 3          | 105       | 16 de janeiro de 2006 | 2 de junho de 2006    |

## Enredo

### Temporada 1 (2004–2005)
Elite Way School é um colégio semi-interno com prestígio internacional onde adolescentes de classe alta recebem um elevado nível de educação para estarem preparados para um grande futuro. A escola conta com um programa de bolsas de estudos para jovens de baixos recursos financeiros que possuem excelente nível acadêmico. No entanto, poucos chegam a se graduar, já que são perseguidos por uma sociedade secreta chamada La Logia (A Seita), cujo propósito é conservar a pureza da classe privilegiada.
Entre os alunos estão Mia Colucci (Anahí), Miguel Arango (Alfonso Herrera), Roberta Pardo (Dulce María), Diego Bustamante (Christopher Uckermann), Lupita Fernandez (Maite Perroni) e Giovanni Mendez (Christian Chávez). Seis jovens que, apesar de suas grandes diferenças, descobrem algo que os unirá acima de tudo: o grande amor pela música. Os outros alunos do quarto ano são Josy Luján (Zoraida Gómez), Téo (Eddy Vilard), Nico (Rodrigo Nehme), Pilar (Karla Cossío), Tomás (Jack Duarte), Vick (Angelique Boyer), Celina (Estefania Villareal), Joaquin (Michel Gurfi) e Raquel (Fernanda Polín).

Elenco principal juvenil da primeira temporada.

Mia é filha do grande empresário de moda Franco Colucci (Juan Ferrara), e detesta o mau gosto. É popular, alegre e extrovertida, mas vai se apaixonar pelo garoto que mais odeia, Miguel. Roberta é filha da famosa cantora de música country Alma Rey (Ninel Conde), e é uma jovem impulsiva, rebelde e muito teimosa, e por ter uma mãe muito jovem, as duas vivem em constante competição. Miguel veio da cidade de Monterrey e estuda no colégio após ganhar uma bolsa de estudos, mas seu verdadeiro propósito é vingar a morte de seu pai. Sua vida vem abaixo quando descobre que o culpado é o pai da garota que ele ama, Mia. Para Diego, filho do importante político León Bustamante (Enrique Rocha), a música é apenas um passatempo. Desde criança, sabe que seu destino está na política, e herdou o jeito arrogante e prepotente de seu pai. Lupita, uma jovem bondosa e humilde, consegue uma bolsa de estudos graças a sua tia Maira (Leticia Perdigón), que trabalha na cantina do colégio. Juan, que odeia seu nome usa o nome de Giovanni, é filho de dois açogueiros e tem vergonha deles, mente para seus amigos e nunca deixa eles irem na sua casa. Na primeira temporada participa da Seita.
Estes seis jovens, e todos os seus companheiros, vivem no colégio experiências incríveis. Rebelde é uma história de adolescentes que abrem os olhos para a realidade do mundo em um ambiente elitista, onde o poder e os bens materiais são supervalorizados. Eles vão lutar pelo direito de amar, romper as barreiras sociais e pelos ideais nos quais acreditam.

### Temporada 2 (2005)
Pascoal Gandía (Felipe Nájera) espera o conflitivo quarto ano (agora definido como quinto) com algumas mudanças. Por um lado resolveu instalar câmeras nas salas de aula, e por outro, decidiu aumentar as aulas de Educação Física para que os jovens extravasem sua rebeldia nos esportes. Por sua vez, os garotos, que durante o ano anterior conseguiram se manter como um grupo, apesar das diferenças sociais e individuais, verão como essa união é posta a prova com a chegada de novos alunos que entram para o segundo e quinto ano do Elite Way. Eles são: Leonardo (Eleazar Gómez), Sol (Fuzz), Mauricio (Ernesto Díaz), Rocco (Diego Gonzaléz), Lola (Viviana Ramos), Bianca (Allison Lozano), Dante (Marco Antonio Valdés) e Augustina (Georgina Salgado). Mais tarde, entram Isaac e Santos substituindo Leonardo e Maurício. Os antigos garotos mudaram nas férias. Mia e Miguel viverão seu maravilhoso sonho de amor, que ameaça se transformar em um pesadelo com a volta ao "mundo real", onde as famosas discussões e reconciliações voltam a acontecer.
Quanto a Roberta e Diego, voltarão a se enfrentar até a morte, ambos buscarão consolo nos braços de diferentes pessoas, sem, contudo, obtê-lo. Os dois sofrem mudanças importantes. Diego acha que sua mãe o abandonou e se transforma em uma cópia de seu pai. Roberta, por sua vez, tenta descarregar sua rebeldia em uma tarefa solidária, graças a aparição de Martín/Otávio Reverte (Lisardo Guarinos), um novo professor. Reverte não é professor, mas simula ser para ficar perto de Roberta já que na realidade, é seu pai. Martín, sem perceber, terá com os garotos uma grande e positiva influência, o que não acontecera com Júlia Lozano (Lourdes Reyes), a professora de Literatura e ex-aluna do Elite Way. Quanto a banda, no primeiro momento, os integrantes do RBD voltaram a se unir, mas desta vez não se aceitam cantar na clandestinidade. É tão forte o sentimento pelo grupo que lutam por ele, contra tudo. Logo se dão conta que o "exterior" não é o inimigo mais forte. O que atenta contra a união do grupo são eles mesmos e os diferentes estágios pelo qual vão passando em sua vida pessoal. Cada um dos garotos vai enfrentar diversos conflitos que levarão os rebeldes do Elite Way a aproximação do objetivo que os desvia e os preocupa: saber quem são e o que querem para suas vidas.

### Temporada 3 (2006)
Após muitas disputas e amadurecimento, os garotos do Elite Way estão ansiosos para ir ao Vacance Club e descansarem das atormentadas aulas. Apesar das intrigas continuarem, todos conseguem conviver em paz e arranjam tempo para começar novos relacionamentos. Diego, para provocar Roberta, se envolverá com Lola (Viviana Ramos), o que gerará constantes conflitos com ela. Miguel terá uma aproximação mais íntima com Sabrina (Claudia Schmidt) que poderá destruir definitivamente seu relacionamento com Mia. Roberta acaba usando Isaac (Antonio Sainz) para tentar se esquecer de Diego, mas graças a um segredo do rapaz esse relacionamento não durará muito. Mia terá um grande amadurecimento que a faz decidir se entregar para Miguel como uma grande prova de amor, mas terá uma grande decepção ao descobrir o envolvimento de Miguel com Sabrina, inclusive que o seu namorado dormiu com Sabrina. Os garotos também poderão esquecer um pouco de seus problemas com a chegada dos jogos do intercolegial, que no final acaba se tornando uma grande furada graças aos garotos do outro colégio que disputam contra o Elite Way.
Trágicas mudanças na vida de Roberta e Mia as farão se unir mais. Roberta descobrirá que Martín Reverte é seu verdadeiro pai e demonstrará raiva por sua mãe ter mentido. Mia descobre que sua mãe, Marina Cáceres (Nailea Norvind) está viva e que seu pai mentiu e decide deixar de vez o castelo de cristal em que sempre viveu. Diego terá uma grande dor de cabeça já que descobre que terá que conviver diariamente com Xavier (Mike Biaggio), o filho da namorada de seu pai, o que o trará muitos problemas, mas apesar disso ele também amadurecerá, o que o fará enfrentar de vez seu pai e possibilitará viver seu amor com Roberta. Mas apesar de tudo jogarão sua fúria na música que acaba fazendo o grupo RBD sair de seu pequeno mundinho e encarar platéias maiores em diferentes turnês e tornando o grupo um sucesso mundial. Os seis protagonistas verão que o maior amor não é o amor pela música e sim o amor entre eles.

## Elenco
Rebelde contou com um elenco ao longo da história, havendo entrada de novos atores e saídas no elenco no decorrer das temporadas.
Principais
| Atores                | Personagens                         | Temporadas    | Temporadas    | Temporadas | Temporadas |
| Atores                | Personagens                         | 1 (2004–2005) | 2 (2005–2006) | 3 (2006)   |            |
| --------------------- | ----------------------------------- | ------------- | ------------- | ---------- | ---------- |
| Anahí                 | Mia Colucci Cárceres                | Principal     | Principal     | Principal  |            |
| Dulce María           | Roberta Alexandra Maria Pardo Rey   | Principal     | Principal     | Principal  |            |
| Alfonso Herrera       | Miguel Arango Cervera               | Principal     | Principal     | Principal  |            |
| Christopher Uckermann | Diego Bustamante Dregh              | Principal     | Principal     | Principal  |            |
| Maite Perroni         | Guadalupe "Lupita" Fernández        | Principal     | Principal     | Principal  |            |
| Christian Chávez      | Juan "Giovanni" Méndez López        | Principal     | Principal     | Principal  |            |
| Ninel Conde           | Alma Rey                            | Principal     | Principal     | Principal  |            |
| Juan Ferrara          | Franco Colucci                      | Principal     | Principal     | Principal  |            |
| Enrique Rocha         | León Bustamante                     | Principal     | Principal     | Principal  |            |
| Tony Dalton           | Gastão Diestro                      | Principal     | Principal     | Principal  |            |
| Felipe Nájera         | Pascoal Gandía Pérez                | Principal     | Principal     | Principal  |            |
| Karla Cossío          | Pilar Gandía Rosalez                | Principal     | Principal     | Principal  |            |
| Angelique Boyer       | Victoria "Vick" Paz Millán          | Principal     | Principal     | Principal  |            |
| Estefanía Villarreal  | Celina Ferrer Mitre                 | Principal     | Principal     | Principal  |            |
| Zoraida Gómez         | Josy Luján Landeros                 | Principal     | Principal     | Principal  |            |
| Eddy Vilard           | Teodoro "Téo" Ruiz-Palácios         | Principal     | Principal     | Principal  |            |
| Jack Duarte           | Tomás Goycoléa Kantun               | Principal     | Principal     | Principal  |            |
| Rodrigo Nehme         | Nicolas "Nico" Huber Ayute          | Principal     | Recorrente    | Recorrente |            |
| Leticia Perdigón      | Mayra Fernández                     | Principal     | Principal     | Principal  |            |
| María Fernanda García | Alice Salazar                       | Principal     | Principal     | Principal  |            |
| Patricio Borghetti    | Henrique Madariaga                  | Principal     |               | Recorrente |            |
| Lourdes Canale        | Hilda Acosta                        | Principal     | Principal     | Principal  |            |
| Michel Gurfi          | Joaquim Mascaro                     | Principal     |               |            |            |
| Lisardo Guarinos      | Martin / Otávio Reverte             |               | Principal     | Principal  |            |
| Rafael Inclán         | Guillermo Arregui                   |               | Principal     | Principal  |            |
| Fuzz                  | Sol de la Riva                      |               | Principal     | Principal  |            |
| Diego González        | Rocco Bezaury                       |               | Principal     | Principal  |            |
| Derrick James         | Diego "Santos" Fontes Echagüe       |               | Principal     | Principal  |            |
| Eleazar Gómez         | Francisco Leonardo Blanco Goycoléa  |               | Principal     |            |            |
| Ronald Duarte         | Jacó "Jack" Lizaldi Heidi           | Recorrente    | Principal     | Principal  |            |
| Fernanda Polín        | Raquel Sender Ramos Byron           | Recorrente    | Principal     | Principal  |            |
| Michelle Renaud       | Jaqueline "Jaque" Peneda            |               | Principal     | Principal  |            |
| Viviana Ramos         | Dolores "Lola" Fernández Arregui    |               | Principal     | Principal  |            |
| Allison Lozano        | Bianca Delight Abril                |               | Principal     | Principal  |            |
| Georgina Salgado      | Augusta "Augustina" Lauman Medeiros |               | Principal     | Principal  |            |
| Antonio Sainz         | Isaac Urcola dos Santos/Abrahão     |               | Principal     | Principal  |            |
| Claudia Schmidt       | Sabrina Guzman                      |               | Principal     | Principal  |            |
| Grisel Margarita      | Anita                               |               |               |            |            |

## Antecedentes e produção
Pedro Damián, responsável pela novela, começou a produzir Rebelde em 21 de junho de 2004, quando iniciou as gravações. Um ano antes, ele havia encerrado com sucesso a telenovela Clase 406, trabalhando com Anahí, Dulce María, Alfonso Herrera e Christian Chávez. O convite para produzir Rebelde foi um oferecimento direto da Telefe, emissora argentina responsável pela transmissão e produção de Rebelde Way, a novela original.
Apesar de ter trabalhado com quatro dos seis protagonistas em Clase 406, Damián titubeou em algumas escolhas, pois a Televisa, canal mexicano responsável por produzir a telenovela, indicou a cantora e atriz espanhola Belinda para interpretar a personagem Mia Colucci. Não convencido, Pedro decidiu testar Anahí, mesmo achando que o nome dela podia ser grande demais para o projeto. Quando finalmente ela foi aprovada, os executivos do canal não aceitaram e Pedro fez um longo teste com várias outras atrizes, mas acabou insistindo em ter Anahí no papel. A atriz mexicana Daniela Luján chegou a fazer um teste para a novela, porém não foi aprovada. Sherlyn González fez teste para interpretar Lupita, mas perdeu o papel para a então estreante Maite Perroni. Liuba de Lassé foi escalada para viver a personagem Celina, porém acabou sendo substituida posteriormente por Estefanía Villarreal. Liuba que já havia trabalhado com Damian em duas ocasiões: a primeira foi em Primer Amor, em 2000 e a segunda foi em Clase 406, em 2002, acabou ganhando outra personagem. Em 2 de outubro de 2004, foi ao ar o "capitulo zero", exibindo momentos da vida pessoal dos alunos do Elite Way School antes de integrar ao colégio.
Locação
O local que deu vida ao colégio Elite Way School é um clube residencial chamado Bosque Real Country Club que se localiza nos arredores da Cidade do México em direção à rodovia México-Toluca, km 15 no município de Huixquilucan.

## Trilha sonora

### RBD
Paralelamente à ficção, se criou uma banda, esta chamada de RBD com os seis protagonistas da novela: Anahí (Mia), Dulce María (Roberta), Alfonso Herrera (Miguel), Christopher Uckermann (Diego), Maite Perroni (Lupita) e Christian Chávez (Giovanni). Eles interpretam os principais temas da novela em suas músicas.
Lançaram o primeiro álbum Rebelde em 2004, Tour Generación RBD En Vivo, Nuestro Amor, em 2005 e Celestial, em 2006. No mesmo ano, lançam outra produção ao vivo: Live in Hollywood e a primeira produção em inglês: Rebels. Já em 2007, lançam Live in Rio e Hecho en España, outras produções ao vivo; e Empezar Desde Cero.
Em 15 de agosto de 2008, após quatro anos de êxito, o grupo RBD anuncia sua separação e realiza uma turnê mundial de despedida chamada Gira del Adiós World Tour, que passa por toda América Latina e Europa. No ano seguinte lançam, então, o último álbum de estúdio Para Olvidarte De Mí e os DVDs Live in Brasília e Tournée do Adeus, marcando para sempre a trajetória do maior grupo pop mexicano das últimas décadas.
A banda teve grande sucesso, vendeu mais de 15 milhões de discos, fez shows em vários países como México, Colômbia, Venezuela, Porto Rico, Equador, Costa Rica, Panamá, República Dominicana, Chile, Peru, Espanha, Estados Unidos, Brasil, Roménia, Sérvia, Eslovênia, Honduras, El Salvador, Nicarágua, Guatemala, Panamá e Argentina. O RBD recebeu duas indicações ao Grammy Latino e ganhou diversos prêmios como Prêmios Juventud, Billboard Latin Music Awards, Prêmio TVyNovelas, Premios Oye!, Prêmios Lo Nuestro, Orgullosamente Latino, entre outros.

### Lista de faixas
A trilha sonora da primeira temporada foi o álbum de estréia do grupo RBD, Rebelde (2004). A primeira temporada contou com várias músicas na abertura, entre elas: "Rebelde", "Sólo Quédate En Silencio" e "Sálvame", todas cantada pelo RBD. "Malas Intenciones" do cantor Erik Rubín foi um dos primeiros temas de abertura, Rubín também teve a música "Déjame" como tema em várias cenas românticas dos principais casais que se formavam ao longo da primeira temporada da novela. Eventualmente, "Plástico" da cantora J.D. Natasha, também tocava na abertura. "Por Besarte" da dupla Lu também foi tema dos principais casais da primeira temporada, fazendo a canção ser um grande sucesso. "La Rebelde" foi interpretada por Ninel Conde, também atriz de Rebelde, que cantava durante seus shows na novela.
O segundo álbum de estúdio do grupo RBD, o Nuestro Amor (2005), foi utilizado como trilha sonora da segunda e terceira temporada da novela, contou como tema de abertura as músicas "Nuestro Amor", "Este Corazón", "Aún Hay Algo" e "Tras de Mí". Diego González que também atuou na novela, interpretou a canção "Responde", tema de seu personagem Rocco com Vick (Angelique Boyer). A segunda temporada também contou com a música "Y No Sé Que Pasó" da banda Ángels. "Nada Es Para Siempre" do cantor e compositor porto-riquenho Luis Fonsi também fez parte da trilha sonora da segunda temporada.
- "Aún Hay Algo" – RBD
- "Amor Real" – Sin Bandera
- "Déjame" – Erik Rubín
- "Enséñame" – RBD
- "Este Corazón" – RBD
- "Fuego" – RBD
- "La Rebelde" – Ninel Conde
- "Malas Intenciones" – Erik Rubín
- "México, México" – RBD
- "Nada Es Para Siempre" – Luis Fonsi
- "No Me Importa" – C3Q'S
- "No Pares" – RBD
- "Nuestro Amor" – RBD
- "Otro Día Que Vá" – RBD
- "Plástico" – J.D. Natasha
- "Por Besarte" – Lu
- "Qué Hay Detrás" – RBD
- "Rebelde" – RBD
- "Responde" – Diego González
- "Sálvame" – RBD
- "Sólo Quédate En Silencio" – RBD
- "Tras de Mí" – RBD
- "Todo Conmigo" – Ninel Conde
- "Un Poco De Tu Amor" – RBD
- "Y No Sé Qué Pasó" – Ángels

## Exibições

### No Brasil
No Brasil, a trama estrearia pelo SBT no dia 16 de maio de 2005. Porém, essa estreia foi adiada, vindo a acontecer apenas 3 meses depois. De 15 de agosto de 2005 a 30 de março de 2006, foi exibida a primeira temporada. A segunda temporada foi exibida de 31 de março a 3 de agosto de 2006 e a terceira de 4 de agosto a 29 de dezembro de 2006. Ao todo a trama teve 431 capítulos, e foi substituída por A Vida é Um Jogo. Passou por vários horários, estreando às 17h30, e logo depois sendo mudada para às 18h30, às 19h15, às 20h15 e durante o horário eleitoral gratuito, a novela foi exibida temporariamente às 21h.
Foi reprisada diversas vezes pelo canal pago Boomerang entre 2007 e 2011, passando por vários horários. Foi exibida pela primeira vez pelo canal pago TLN Network de 9 de abril de 2012 a 13 de dezembro de 2013, substituindo Camila e sendo substituída por A Feia Mais Bela.
Foi reprisada pela primeira vez pelo SBT de 2 de setembro de 2013 a 13 de março de 2015, em 400 capítulos, substituindo a reprise de Harper's Island - O Mistério da Ilha e sendo substituída pela reprise de Carrossel, às 21h15.
Foi reprisada pela segunda vez pelo canal pago TLN Network de 16 de janeiro de 2017 a 21 de setembro de 2018, substituindo a sua  versão brasileira e sendo substituída por Primeiro Amor, a Mil por Hora.
Foi reprisada pela segunda vez no SBT de 12 de junho a 13 de outubro de 2023, em 89 capítulos, exibindo apenas a primeira temporada, substituindo Marisol e sendo substituída pela extensão do Fofocalizando às 14h15. Diferente de sua antecessora, a novela era exibida nacionalmente, sucedendo a série Henry Danger no sinal das afiliadas. Essa reprise ocorreu em razão da turnê Soy Rebelde Tour do grupo RBD, que marca o reencontro da banda aos palcos. Não foi ao ar em 12 de outubro de 2023 devido à exibição do especial Feriadão SBT. Por conta dos baixos índices, a novela teve o seu final antecipado nessa exibição, com os capítulos sendo condensados diariamente, enquanto que a íntegra da novela era postada no serviço de streaming SBT Vídeos (atual +SBT), contendo a nova versão das aberturas, vinhetas de intervalo e créditos. A emissora passou a disponibilizar a segunda temporada na plataforma após o fim da transmissão da primeira temporada na TV aberta.
A primeira temporada estreou em 16 de novembro de 2023 na plataforma brasileira de streaming Globoplay, com 25 capítulos semanais. A segunda temporada estreou na plataforma de streaming no dia 7 de março de 2024, mantendo o formato da temporada anterior. A terceira e última temporada estreou no serviço em 3 de junho de 2024, com a mesma quantidade de capítulos semanais das duas temporadas anteriores.
Foi exibida no canal fast +Novelas, do streaming +SBT, em formato de maratona com quatro capítulos diários, de 18 de agosto de 2024 a 22 de janeiro de 2025, totalizando 110 capítulos, passando por vários horários, e sendo substituída por Camaleões.[carece de fontes?] Os últimos capítulos da terceira temporada foram reprisados entre os dias 24 e 31 de janeiro de 2025.
Está sendo exibida pela terceira vez pelo TLN Network desde 20 de maio de 2024 substituindo Em Terras Selvagens.

## Repercussão

### Audiência

#### No Brasil
Exibição original
Em sua exibição original, a novela acumulou 9,4 pontos de média geral em suas três temporadas. Inicialmente, a trama alcançava médias entre 6 e 7 pontos, crescendo ao desenrolar da história, somado à grande repercussão da novela e dos sucessos do grupo RBD, chegando a atingir a casa dos dois dígitos a partir de março de 2006, sendo vice-líder isolado, apesar da forte concorrência com a novela Prova de Amor, da Record, que alcançava altos índices naquela ocasião. Durante o segundo semestre de 2006, a novela perdeu fôlego com as mudanças de horário, oscilando entre 6 e 9 pontos, mas, continuava sendo o produto mais assistido do SBT durante a semana. Sua maior audiência foi de 17 pontos, registrada em 3 de abril de 2006.
Primeira reprise
No capítulo de reestreia, a trama registrou 8 pontos com picos de 10 pontos na capital paulista, segundo dados consolidados do IBOPE. No Rio de Janeiro, a trama também registrou 8 pontos. Em seu último capítulo da primeira temporada exibido em uma sexta-feira, 20 de junho de 2014, deixou o SBT na vice liderança com 6 pontos de média. O primeiro capítulo da segunda temporada exibido numa segunda-feira, 23 de junho, marcou 6,3 pontos com picos de 7 e deixou o SBT na vice-liderança. Os seus capítulos vinham deixando o SBT muitas vezes na vice-liderança isolada, batendo a novela Vitória da Record, registrando índices entre 6 a 9 pontos.
Sua terceira temporada estreou com 6,5 pontos, mas os números foram caindo em seu decorrer, chegando a marcar apenas 2 pontos no período de festa de fim de ano. A ideia do SBT era finalizar a telenovela no mesmo dia que Império da TV Globo e estrear a reprise de Carrossel no mesmo dia da próxima novela das 21 horas, Babilônia. Foi drasticamente cortada pela sua baixa audiência e terminou com apenas 72 capítulos, ante os 105 originais. Seu último capítulo exibido, no dia 13 de março de 2015, teve média de 4,1 pontos e ficou em terceiro lugar, competindo com o último capítulo de Império, que marcou 46,1 pontos, e com a novela Vitória, da Record, que obteve 4,4 pontos. Considerando as três temporadas, a novela teve média geral de 6 pontos, apresentando um desempenho razoável no horário nobre.
Segunda reprise
Em seu primeiro capítulo, a trama reestreou com 4,3 pontos e pico de 4,6 em São Paulo, segundo os dados consolidados do Kantar IBOPE Media. Apesar de ter iniciado em terceiro lugar isolado, a novela elevou em 13% a média do horário das 14h15, além de ter sido a maior média de uma estreia na faixa e ter se tornado o terceiro programa mais assistido do SBT no dia 12 de junho de 2023. O segundo capítulo registrou 4,8 pontos e pico de 5,3, se tornando o programa mais assistido do dia 13 de junho no SBT, superando até mesmo a novela inédita A Infância de Romeu e Julieta. Apesar de manter os índices da faixa das 14h15 comparado com as suas antecessoras, a novela foi perdendo audiência com o passar do tempo, chegando a registrar um de seus piores índices até então, em 27 de junho de 2023, com 2,2 pontos. A marca negativa seria superada no dia 28 de julho com 2 pontos, chegando a empatar com a Rede Bandeirantes e se aproximar da TV Cultura. Em 26 de setembro registrou 1,8 ponto, superando seu recorde negativo anterior.
O último capítulo registrou apenas 2,6 pontos. A trama fechou com a média geral de 2,7 pontos, ficando abaixo do esperado para a faixa que era de 3 pontos, além de ter desempenho ruim em algumas localidades.

### Especiais
- O sucesso da novela foi tão grande no Brasil, que em 1 de maio de 2006, o SBT exibiu o primeiro DVD do grupo RBD na integra, o Tour Generación RBD En Vivo, logo após Rebelde, às 10:30 da noite.[64]
- Em 21 de maio de 2006, o SBT exibiu na integra o DVD ¿Que Hay Detrás de RBD?, sob o título Rebelde - O Fenômeno.[65]
- Em dezembro de 2006, o SBT exibiu em três partes o DVD Live in Rio, gravado no Rio de Janeiro durante a Tour Generación RBD em outubro do mesmo ano.[66] A primeira parte foi exibida no dia 15 de dezembro, a segunda no dia 22 e a terceira e última em 30 de dezembro, um dia após a exibição do último capítulo de Rebelde.[66]
- Em 13 de dezembro de 2008, a Record exibiu o DVD Tournée do Adeus, que recebeu o título de RBD: O Adeus, sendo o único show que não foi exibido pelo SBT.[67]
- Em 30 de agosto de 2013, o SBT exibiu O Fenômeno Rebelde, um especial de reestreia da telenovela.[68] O programa contou com apresentação de Letícia Navas e Eric Surita, mostrando como a telenovela mexicana se tornou febre entre o público brasileiro na época de sua exibição no Brasil, e também partes especiais da telenovela com comentários de Isabella Fiorentino e Arlindo Grund sobre os looks usados pelos personagens da trama, e com escolhas do produtor Arnaldo Saccomani com os principais singles do grupo.[69] O programa também mostrou a primeira vinda do grupo mexicano ao Brasil, seus shows pelo país e entrevistas exclusivas do SBT com o grupo.[70]
- Em 23 de janeiro de 2025, como forma de comemoração aos 20 anos da estreia da novela Rebelde no Brasil, o SBT estreou em seu serviço de streaming, o +SBT, a série documental O Sétimo Rebelde, relembrando o fenômeno da trama e da banda RBD no país, através de depoimentos de fãs e funcionários da emissora. A produção teve a sua pré-estreia no dia anterior (22), junto com o último capítulo do dramalhão no canal fast +Novelas.[71]

### Prêmios e indicações
| Ano  | Prêmio            | Categoria                | Indicação                      | Resultado | Ref.   |
| ---- | ----------------- | ------------------------ | ------------------------------ | --------- | ------ |
| 2006 | Prêmio TVyNovelas | Melhor Telenovela        | Pedro Damián                   | Indicado  | [ 72 ] |
| 2006 | Prêmio TVyNovelas | Melhor Atriz             | Ninel Conde                    | Indicada  | [ 72 ] |
| 2006 | Prêmio TVyNovelas | Melhor Ator              | Juan Ferrara                   | Indicado  | [ 72 ] |
| 2006 | Prêmio TVyNovelas | Melhor Ator Antagonista  | Enrique Rocha                  | Indicado  | [ 72 ] |
| 2006 | Prêmio TVyNovelas | Melhor Atriz Coadjuvante | Leticia Perdigón               | Indicada  | [ 72 ] |
| 2006 | Prêmio TVyNovelas | Melhor Ator Coadjuvante  | Rafael Inclán                  | Indicado  | [ 72 ] |
| 2006 | Prêmio TVyNovelas | Melhor Atriz Juvenil     | Anahí                          | Indicada  | [ 72 ] |
| 2006 | Prêmio TVyNovelas | Melhor Atriz Juvenil     | Dulce María                    | Venceu    | [ 72 ] |
| 2006 | Prêmio TVyNovelas | Melhor Ator Juvenil      | Alfonso Herrera                | Indicada  | [ 72 ] |
| 2006 | Prêmio TVyNovelas | Melhor Ator Juvenil      | Christopher Uckermann          | Indicada  | [ 72 ] |
| 2006 | Prêmio TVyNovelas | Melhor Direção           | Luis Pardo e Juan Carlos Muñoz | indicados | [ 72 ] |
| 2006 | Prêmio TVyNovelas | Melhor Tema Musical      | "Rebelde", RBD                 | Venceu    | [ 72 ] |

## Obras derivadas

### RBD, la familia
RBD, la familia é um sitcom de treze episódios que apresenta, de forma fictícia, a vida dos integrantes do grupo musical RBD. O programa foi ao ar pela primeira vez em 14 de março de 2007 e era exibida no canal da TV paga Sky México,, e foi exibida em TV aberta, através do Canal 5 - pertencente a Televisa, produtora da novela Rebelde.
Além do elenco principal da trama – Anahí, Dulce, Maite, Alfonso, Christian e Christopher –, a série contou com a participação de cerca de uma dúzia de atores, que estiveram presente do início ao fim do programa.

## Sequência
A Netflix produziu uma série com 8 episódios e conta com a chegada de novos personagens ao colégio Elite Way School, assim como os personagens da telenovela de 2004. A série é uma continuação e não um remake, pelo fato de se passar no mesmo universo da versão onde surgiu a banda RBD. Em novembro de 2021, foi confirmado que Estefanía Villarreal e Karla Cossío voltariam a reprisar suas personagens.

## Cultura popular
- A telenovela mexicana e a personagem interpretada por Anahí, Mia Colucci são citadas no remix da canção "Spicy" (2021) de Ty Dolla Sign, J Balvin, Post Malone, YG e Tyga.[80]

## Transmissão
| País                 | Canal                           |
| -------------------- | ------------------------------- |
| México               | Las Estrellas                   |
| México               | TLNovelas (2007–08)             |
| México               | Boomerang                       |
| México               | TiiN                            |
| Equador              | Ecuavisa                        |
| Equador              | Gama TV                         |
| Brasil               | SBT (2005–06 / 2013–15 / 2023)  |
| Brasil               | Boomerang (2007–11)             |
| Brasil               | Netflix (2011–15, Streaming)    |
| Brasil               | TLN Network                     |
| Brasil               | Globoplay (Streaming)           |
| Brasil               | +SBT / +Novelas (Streaming)     |
| Argentina            | Canal 9                         |
| Argentina            | Boomerang                       |
| Panamá               | Tele 7                          |
| Eslováquia           | TV Doma                         |
| Suíça                | TV Doma                         |
| Sérvia               | Happy TV                        |
| Sérvia               | Pink TV                         |
| Albânia              | Vizion Plus                     |
| Porto Rico           | Univision                       |
| Espanha              | Antena 3                        |
| Espanha              | La 10                           |
| Espanha              | Metropolitan TV                 |
| Espanha              | Neox                            |
| Espanha              | LaSexta                         |
| Espanha              | LaSiete                         |
| Nicarágua            | Televicentro                    |
| República Dominicana | Telemicro                       |
| Colômbia             | RCN Televisión (2005–06 / 2023) |
| Peru                 | América Televisión              |
| Estados Unidos       | Univision UniMás                |
| El Salvador          | TCS                             |
| Venezuela            | Venevisión                      |
| Venezuela            | Televen                         |
| Paraguai             | Telefuturo                      |
| Paraguai             | Latele                          |
| Chile                | Megavisión                      |
| Bulgária             | TV7                             |
| Costa Rica           | Repretel                        |
| Polónia              | TV4                             |
| Croácia              | Nova TV                         |
| Croácia              | Doma TV                         |
| Moldávia             | Acasa TV                        |
| Roménia              | Acasa TV                        |
| Israel               | Channel V                       |
| Mónaco               | Pink TV                         |
| Bósnia e Herzegovina | Pink TV                         |
| Macau                | Pink TV                         |
| Eslovênia            | Kanal A                         |

## Dublagem no Brasil
A dublagem brasileira foi na Herbert Richers, no Rio de Janeiro.
Em ordem alfabetica
| Dublador              | Personagem                 |
| --------------------- | -------------------------- |
| Alexandre Moreno      | Augusto Paz                |
| Ana Lúcia Menezes     | Lupita Fernandez           |
| Caio César            | Diego Bustamante           |
| Carla Neves           | Damiana Ferreira           |
| Carol Crespo          | Sol de la Riva             |
| Carina Eiras          | Augustinha                 |
| Carla Pompílio        | Mabel Bustamante           |
| Clécio Souto          | Xavier Alanis              |
| Christiane Louise     | Valéria Oliver             |
| Christiane Monteiro   | Pilar Gandia               |
| Duda Ribeiro          | Carlo Colucci              |
| Flávia Saddy          | Mia Colucci                |
| Flávia Fontenelle     | Roberta Pardo              |
| Francisco Quintiliano | Estevão Nolasco            |
| Fernanda Crispim      | Vick Paz                   |
| Gabriella Bicalho     | Alma Rey                   |
| Gabriela Cantú        | Anita                      |
| Gustavo Nader         | Iker Villalobos            |
| Guilene Conte         | Sabrina Guzmán             |
| Iara Riça             | Josy Luján                 |
| Izabel Lira           | Helena Arango              |
| Izabella Bicalho      | Pepa                       |
| Júlio Chaves          | Franco Colucci             |
| Juraciara Diácovo     | Maíra Fernandez            |
| Kauê Gofman           | Jorge Luckirin             |
| Lina Mendes           | Lola Fernandez             |
| Luciano Monteiro      | Marcelino                  |
| Luiz Sérgio Vieira    | Téo Ruiz Palácio           |
| Mabel Cezar           | Gláucia Gandia             |
| Marcos Souza          | Miguel Arango              |
| Marcelo Garcia        | Mauro                      |
| Márcio Chaves         | Giovanni Lopez             |
| Márcio Simões         | León Bustamante            |
| Marcus Júnior         | Tomás Goycoléa             |
| Mariângela Cantú      | Alice Salazar              |
| Maíra Góes            | Júlia Lozano               |
| Mariana Torres        | Celina Ferreira            |
| Malta Júnior          | Pascoal Gandia             |
| Mônica Magnani        | Renata Lizaldi             |
| Nádia Carvalho        | Rosa Fernández             |
| Orlando Drummond      | Mendiola                   |
| Peterson Adriano      | Gastão Diestro             |
| Philippe Maia         | Martin / Otávio Reverte    |
| Renan Freitas         | Santos Echague             |
| Rita Lopes            | Yuli                       |
| Roberta Nogueira      | Belém Pacheco              |
| Rodrigo Antas         | Rocco Bezauri              |
| Thiago Fagundes       | Nicolas "Nico" Huber Ayute |

## DVDs
| Informação                                                     |
| -------------------------------------------------------------- |
| Rebelde: Primeira Temporada - Lançamento: 10 de agosto de 2005 |
| Rebelde: Segunda Temporada - Lançamento: 29 de outubro de 2006 |
| Rebelde: Terceira Temporada - Lançamento: 10 de julho de 2007  |
| Rebelde: A Série Completa - Lançamento: 13 de novembro de 2007 |